# أولاد دحو (أولاد توك)
أولاد دحو هو دُوَّار يقع بجماعة سور العز، إقليم قلعة السراغنة، جهة مراكش آسفي في المملكة المغربية. ينتمي الدوّار لمشيخة أولاد توك التي تضم 10 دواوير. يقدر عدد سكانه بـ 673 نسمة حسب الإحصاء الرسمي للسكان والسكنى لسنة 2004.

## روابط خارجية
- البوابة الوطنية للجماعات الترابية
- المندوبية السامية للتخطيط